# Епархия Солвези

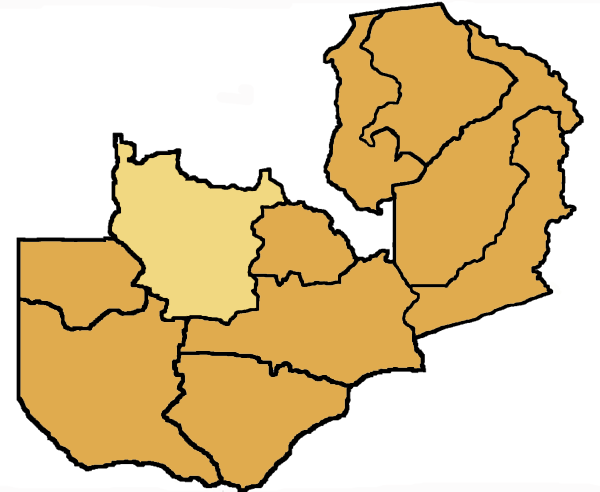
Карта епархии Солвези

Епархия Солвези (лат. Dioecesis Solveziensis) — епархия Римско-католической церкви с центром в городе Солвези, Замбия. Епархия Солвези входит в митрополию Лусаки. Кафедральным собором епархии Солвези является церковь святого Даниила.

## История
9 апреля 1959 года Римский папа Иоанн XXIII издал буллу «Quandoquidem haec», которой учредил апостольскую префектуру Солвези, выделив её из апостольского викариата Ндолы (сегодня — епархия Ндолы).
9 декабря 1976 года Римский папа Павел VI издал буллу «Haec Romana», которой преобразовал апостольскую префектуру Солвези в епархию.

## Ординарии епархии
- священник Rupert Hillerich, O.F.M.Conv.[1] (1959 — 1969);
- епископ Severinah Abdon Potani, O.F.M.Conv. (9.12.1976 — 26.12.1993);
- епископ Noel Charles O'Regan, S.M.A. (10.07.1995 — 1.10.2004), назначен епископом Ндолы;
- епископ Alick Banda (30.05.2007 — 14.11.2009), назначен епископом-коадъютором Ндолы;
- епископ Charles Kasonde, (23.03.2010 — по настоящее время).

## Источник
- Annuario Pontificio, Libreria Editrice Vaticana, Città del Vaticano, 2003, ISBN 88-209-7422-3
- Булла Quandoquidem haec, AAS 51 (1959), стр. 626  (лат.)
- Булла Haec Romana, AAS 69 (1977), стр. 80  (лат.)